# SN 2005av
SN 2005av – supernowa typu IIn odkryta 24 marca 2005 roku w galaktyce NGC 6943. W momencie odkrycia miała maksymalną jasność 15,40m.